# Singapore op de Gemenebestspelen

Vlag van Singapore

Singapore is een van de landen die deelneemt aan de Gemenebestspelen (of Commonwealth Games). Sinds 1958 heeft Singapore zeventienmaal deelgenomen. In totaal over deze zeventien edities won Singapore 109 medailles.

## Medailles
| Singapore op de Gemenebestspelen | Singapore op de Gemenebestspelen | Singapore op de Gemenebestspelen | Singapore op de Gemenebestspelen | Singapore op de Gemenebestspelen | Singapore op de Gemenebestspelen |
| -------------------------------- | -------------------------------- | -------------------------------- | -------------------------------- | -------------------------------- | -------------------------------- |
| Jaar                             | Goud                             | Zilver                           | Brons                            | Totaal                           | Rang                             |
| 1958                             | 2                                | -                                | -                                | 2                                | 9                                |
| 1962                             | 2                                | -                                | -                                | 2                                | 10                               |
| 1966                             | -                                | -                                | -                                | -                                | /                                |
| 1970                             | -                                | 1                                | 1                                | 2                                | 19                               |
| 1974                             | -                                | -                                | 1                                | 1                                | 20                               |
| 1978                             | -                                | -                                | -                                | -                                | /                                |
| 1982                             | -                                | -                                | 1                                | 1                                | 21                               |
| 1986                             | -                                | -                                | 1                                | 1                                | 15                               |
| 1990                             | -                                | -                                | -                                | -                                | /                                |
| 1994                             | -                                | -                                | -                                | -                                | /                                |
| 1998                             | -                                | -                                | -                                | -                                | /                                |
| 2002                             | 4                                | 2                                | 7                                | 13                               | 14                               |
| 2006                             | 5                                | 6                                | 7                                | 18                               | 11                               |
| 2010                             | 11                               | 11                               | 9                                | 31                               | 8                                |
| 2014                             | 8                                | 5                                | 4                                | 17                               | 11                               |
| 2018                             | 5                                | 2                                | 2                                | 9                                | 13                               |
| 2022                             | 4                                | 4                                | 4                                | 12                               | 14                               |